# ويليام بي سومرز
ويليام بي سومرز (بالإنجليزية: William P. Sommers)‏ هو مهندس أمريكي، ولد في 22 يوليو 1933 في ديترويت في الولايات المتحدة، وتوفي في 7 يناير 2007 في بونته فيردا بيتش ‏ في الولايات المتحدة.